# Hydropsyche leonardi
Hydropsyche leonardi is een schietmot uit de familie Hydropsychidae. De soort komt voor in het Nearctisch gebied.